# (10562) 1993 UB1
1993 يو بي 1 (ويعرف أيضًا باسم (10562) 1993 يو بي 1 وفق تسمية الكوكب الصغير) (بالإنجليزية: 1993 UB1)‏ هو كويكب ضمن حزام الكويكبات؛ وترتيبه 10562 من حيث الاكتشاف.
اكتُشف هذا الجُرم الفلكي بواسطة اليانور إف. هيلين في 19 أكتوبر 1993.

## وصلات خارجية
- (10562) 1993 UB1 في قاعدة بيانات مختبر الدفع النفاث لأجرام النظام الشمسي الصغيرة

- الاكتشاف · مخطط المدار ·  العناصر المدارية · المعلمات المادية

- (10562) 1993 UB1 على موقع ويكي سكاي: DSS2, SDSS, GALEX, IRAS, Hydrogen α, X-Ray, Astrophoto, Sky Map, Articles and images